# Tyskt öl

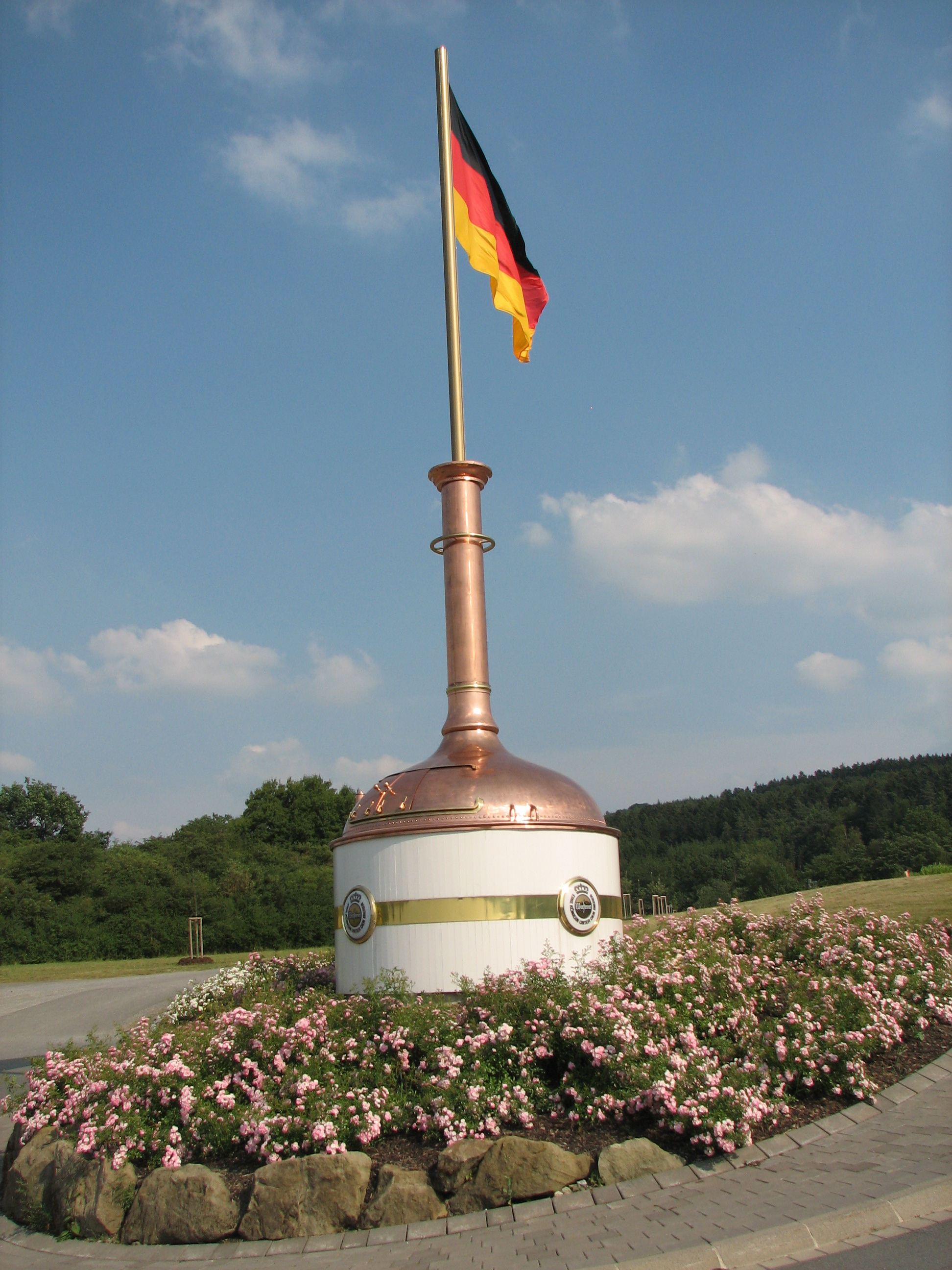
Blomsterdekorationer vid det tyska bryggeriet Warsteiners besökscentrum.

Tyskland är ett av världens stora ölländer och har en stor ölkultur med olika bryggerier runt om i landet. Stora delar av tillverkningen av öl går på export. Det finns både rikstäckande och regionala bryggerier och ölsorter, till exempel Kölsch. Det finns ca 5000 ölmärken och 1300 bryggerier i Tyskland. Det mest sålda märket är Oettinger, som dock säljs mycket sparsamt utanför landet. Det vanliga är annars att de tyska bryggerierna exporterar stora delar av sin produktion.

## Historia
1516 skapade den bayerske hertigen Vilhelm IV Reinheitsgebot för att säkerställa ölets kvalitet. Reinheitsgebot gäller för hela Tyskland sedan 1919. Bestämmelsen medförde att öl endast får innehålla humle, malt, jäst och vatten. Detta höll till 1987, när lagen ändrades. Sedan 1988 tillåts även en del tillsatser. Weihenstephan är förmodligen Tysklands äldsta bryggeri, de har funnits oavbrutet sedan 1040.
Den första oktoberfesten hölls år 1810, och numera anses Oktoberfest vara den största folkfesten i världen. 23 april varje år firas ölets dag i landet.
Många tidigare regionala bryggerier ingår idag i bryggerikoncerner och flera av dem är utländska. Bland de stora bryggerikoncernerna verksamma i Tyskland hör Radeberger Gruppe, Bitburger Gruppe, InBev och Carlsberg.

## Ölsorter i Tyskland
- Pilsner
- Lageröl
- Helles
- Export
- Kölsch
- Altbier
- Schwarzbier
- Berliner Weisse
- Märzenbier
- Rauchbier

## Tyska ölmärken
| Bryggeri   | Produktion 2012 i miljoner hektoliter | Stad        |
| ---------- | ------------------------------------- | ----------- |
| Oettinger  | 5,89                                  | Oettingen   |
| Krombacher | 5,46                                  | Kreuztal    |
| Bitburger  | 4,07                                  | Bitburg     |
| Beck's     | 2,78                                  | Bremen      |
| Warsteiner | 2,77                                  | Warstein    |
| Hasseröder | 2,75                                  | Wernigerode |
| Veltins    | 2,72                                  | Meschede    |
| Paulaner   | 2,23                                  | München     |
| Radeberger | 1,91                                  | Radeberg    |
| Erdinger   | 1,72                                  | Erding      |

- Andechser
- Arcobräu
- Augustinerbräu
- Becks
- Berliner Kindl
- Bitburger
- DAB (Dortmunder Actien-Brauerei)
- Duckstein
- Erdinger
- Göller
- Holsten (öl)
- Irlbacher
- Jever (öl)
- Kaltenberg
- Krautheimer
- Löwenbrauerei Passau
- Löwenbräu
- Paulaner
- Pfungstädter
- Radeberger
- Spaten
- Sternburg
- Tannenzäpfle
- Warsteiner
- Wernesgrüner